# بحيرة طشق
بحيرة طشق (الفارسية: دریاچۀ طشک) هي بحيرة مالحة تقع في محافظة فارس، جنوب إيران. تقع البحيرة على بعد حوالي 160 كـم (99 ميل) شرق شيراز و 10 كـم (6.2 ميل) غرب مدينة آبادة طشق.